# Осокорівка (Синельниківський район)
Осоко́рівка — село в Україні, у Славгородській селищній територіальній громаді Синельниківського району Дніпропетровської області. Населення за переписом 2001 року становить 79 осіб. 

## Історія
7 (20) листопада 1917 року, відповідно до Третього Універсалу Української Центральної Ради, увійшло до складу Української Народної Республіки.
До 2017 року орган місцевого самоврядування — Варварівська сільська рада.
12 червня 2020 року, відповідно до розпорядження Кабінету Міністрів України № 709-р від «Про визначення адміністративних центрів та затвердження територій територіальних громад Дніпропетровської області», увійшло до складу Славгородської селищної громади.
19 липня 2020 року, в результаті адміністративно-територіальної реформи та ліквідації   Синельниківського (1923—2020) району, село увійшло до складу новоутвореного Синельниківського району.

## Географія
Село Осокорівка знаходиться на правому березі струмка Осокорівка в місці його впадіння в річку Плоска Осокорівка, вище за течією на відстані 2 км розташоване село Першозванівка, нижче за течією на відстані 1 км розташоване село Андріївка, на протилежному березі — село Придолинівка (Запорізький район). Поруч проходить автомобільна дорога М18 (E105).

## Населення

### Мова
Розподіл населення за рідною мовою за даними перепису 2001 року:
| Мова            | Кількість | Відсоток |
| --------------- | --------- | -------- |
| українська      | 68        | 86.08%   |
| російська       | 7         | 8.86%    |
| румунська       | 1         | 1.26%    |
| інші/не вказали | 3         | 3.80%    |
| Усього          | 79        | 100%     |

## Археологія
У 1931 році, перед затопленням Дніпрових порогів тут була розкопана Осокорівська стоянка кінцевої давньокам'яної та ранньої середньокам'яної доби. Повторні розкопки були проведені 1944 року, коли води водосховища були спущені внаслідок руйнування греблі.
За знахідками ранньосередньокам'яної доби (шари 1-3) виділена осокорівська культура степової Наддніпрянщини та південного сходу України.

## Інтернет-посилання
- Погода в селі Обоянівське